# Kognitiv lingvistik
Kognitiv lingvistik hänvisar till den gren av lingvistiken som tolkar språket i de begrepp, ibland universella, ibland specifika, för en talare, som utgör dess form. Det är sambandet mellan våra föreställningar och vårt språk. Den är nära förknippad med semantik, men skiljer sig från psykolingvistik, som bygger på empiriska rön från kognitiv psykologi.
Kognitiv lingvistik präglas av tre centrala ståndpunkter. Först förnekar den att det finns en självständig språklig förmåga i sinnet, för det andra förstår den grammatik i fråga om begreppsbildning och för det tredje hävdar den att kunskaper i språket uppstår ur språkanvändning.